# Sulgrave
Sulgrave is een civil parish in het bestuurlijke gebied South Northamptonshire, in het Engelse graafschap Northamptonshire.
Naar Sulgrave ligt Sulgrave Manor, een historische huis dat een woning van de voorouders van George Washington.  Het is nu een museum en heeft een steen met het familiewapen van George Washington naast de ingang, en portretten van hem van binnen.  De vlag van de Verenigde Staten hangt aan een vlaggenmast van buiten.